# Dysophylla
Dysophylla  é um gênero botânico da família Lamiaceae

## Espécie
Formado por 47 espécies:
| - Dysophylla andersoni - Dysophylla auricularia - Dysophylla benthamiana - Dysophylla communis - Dysophylla crassicaulis - Dysophylla cruciata - Dysophylla erecta - Dysophylla esquirolii - Dysophylla falcata - Dysophylla fauriei - Dysophylla glabra - Dysophylla globulosa - Dysophylla gracilis - Dysophylla griffithii - Dysophylla helferi - Dysophylla ianthina | - Dysophylla japonica - Dysophylla kachinensis - Dysophylla koehneana - Dysophylla linearis - Dysophylla lythroides - Dysophylla mairei - Dysophylla martini - Dysophylla myosuroides - Dysophylla nana - Dysophylla peguana - Dysophylla pentagona - Dysophylla petelotii - Dysophylla porophyllodes - Dysophylla pumila - Dysophylla quadrifolia - Dysophylla ramosissima | - Dysophylla rugosa - Dysophylla rupestris - Dysophylla salicifolia - Dysophylla sampsoni - Dysophylla stellata - Dysophylla stocksii - Dysophylla strigosa - Dysophylla szemoensis - Dysophylla tetraphylla - Dysophylla tisserantii - Dysophylla tomentosa - Dysophylla tsiangii - Dysophylla velutina - Dysophylla verticillata - Dysophylla yatabeana |